# Occupazione tedesca della Cecoslovacchia

Spartizioni della Cecoslovacchia dal 1938 al 1939.

Confini tedeschi dopo l'occupazione e l'annessione della Cecoslovacchia

Dopo l'invasione dell'Austria e la sua l'annessione ("Anschluss")  da parte della Germania nazista nel marzo 1938, il successivo obiettivo di Adolf Hitler fu l'annessione della Cecoslovacchia.
Il pretesto utilizzato per invaderla furono le millantate privazioni sofferte dalla popolazione tedesca residente nelle regioni di confine nel nord e nell'ovest della Cecoslovacchia, conosciute collettivamente come "tedeschi dei Sudeti". La loro incorporazione all'interno della Germania avrebbe lasciato il resto della Cecoslovacchia senza possibilità di resistere alla successiva occupazione.

## Richieste di autonomia nei Sudeti

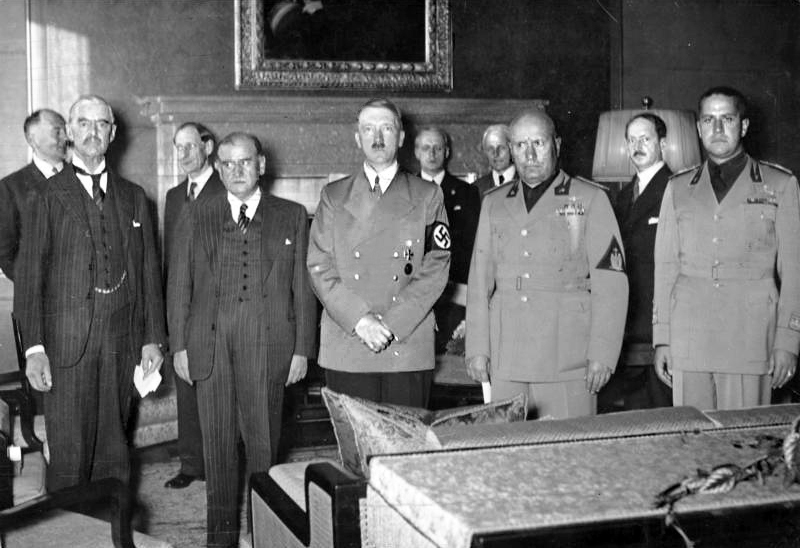
Da sinistra a destra: Chamberlain, Daladier, Hitler, Mussolini, e Ciano ritratti prima della firma degli accordi di Monaco, che assegnarono i Sudeti alla Germania.

Il leader dei tedeschi dei Sudeti, Konrad Henlein, offrì il Partito tedesco dei Sudeti (SdP) come agente per la campagna di Hitler. Henlein si incontrò con Hitler a Berlino il 28 marzo 1938, dove gli fu ordinato di effettuare richieste inaccettabili al governo cecoslovacco, diretto dal presidente Edvard Beneš. Il 24 aprile, al Congresso del SdP che si teneva a Karlovy Vary, Henlein pronunciò un discorso in cui richiedeva da parte cecoslovacca l'accettazione di otto punti, con richieste durissime e appositamente vaghe per poterne ampliare la portata.

## Gli accordi di Monaco
Come la precedente politica di appeasement di Hitler aveva mostrato, i governi di Francia e Regno Unito cercarono di evitare la guerra. Il governo francese, specialmente, non voleva affrontare la Germania da solo, pertanto seguì la strada del governo britannico e del suo primo ministro Neville Chamberlain. Chamberlain credeva che le richieste dei tedeschi dei Sudeti fossero giuste, e che le intenzioni di Hitler fossero limitate. In ogni caso, la secessione della Slovacchia gli offrì il pretesto per denunciare l'impegno britannico di salvaguardia della Cecoslovacchia, che veniva meno per la secessione. Pertanto, sia la Gran Bretagna sia la Francia consigliarono alla Cecoslovacchia di accondiscendere le richieste del SdP. Beneš tuttavia resistette e il 20 maggio iniziò una parziale mobilitazione in risposta alle voci dei movimenti delle truppe tedesche. Dieci giorni dopo, Hitler firmò una direttiva segreta (Fall Grun - Piano Verde) affinché la guerra contro la Cecoslovacchia non iniziasse dopo il 1º ottobre.

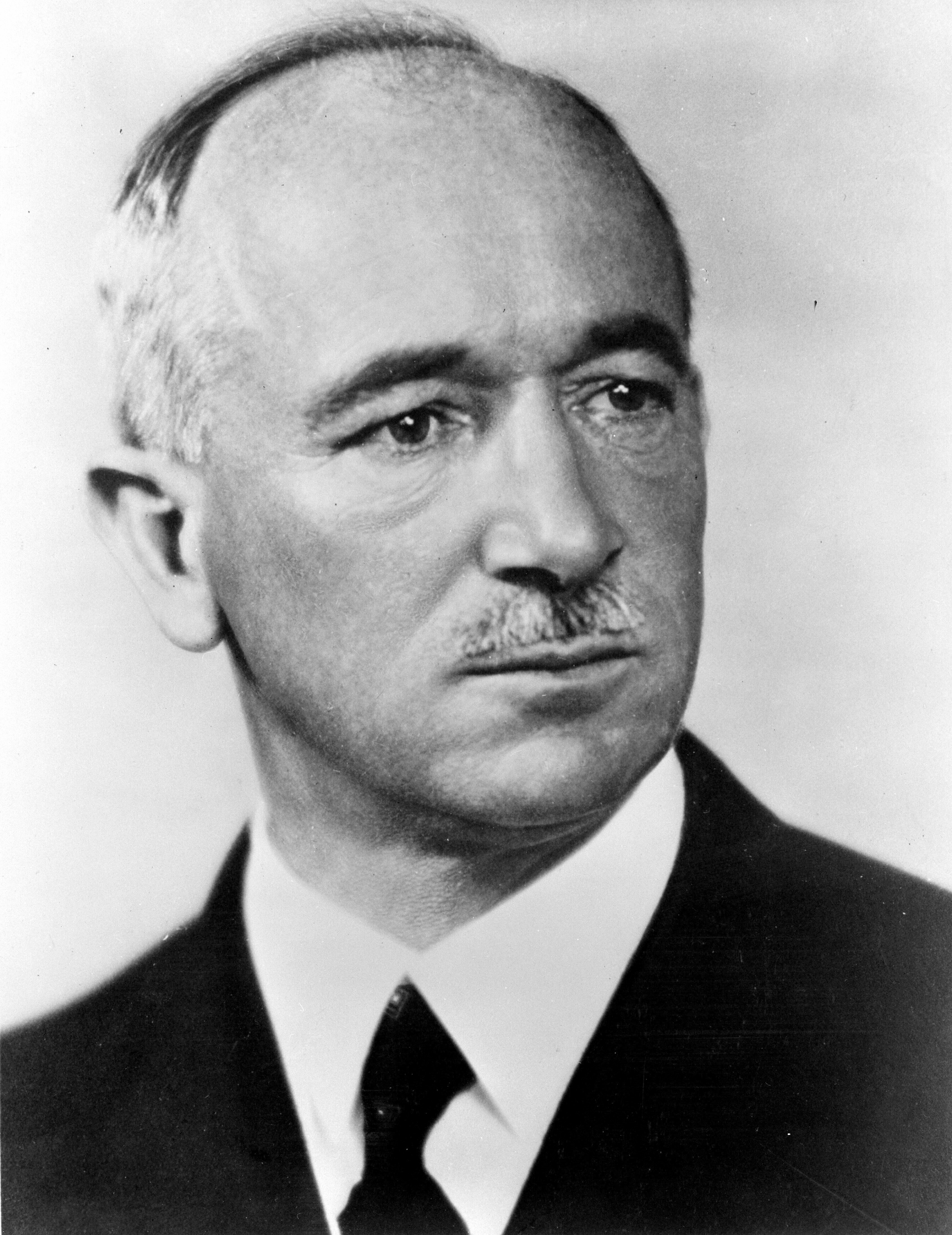
Edvard Beneš, secondo Presidente della Cecoslovacchia e leader del governo in esilio della Cecoslovacchia.

Nel frattempo, il governo britannico chiese a Beneš di trattare attraverso un mediatore; dato che egli non desiderava peggiorare i legami del suo governo con l'Europa occidentale, Beneš accettò riluttante. Gli inglesi nominarono Lord Runciman e gli diedero istruzioni di persuadere Beneš a trovare un accordo accettabile per i Tedeschi dei Sudeti, anche perché ormai il partito di Henlein raccoglieva la quasi totalità del consenso fra i Tedeschi di Cecoslovacchia; alle elezioni comunali tenutesi a maggio, l'SDP aveva ottenuto l'85% del voto etnico tedesco. Il 2 settembre Beneš firmò il Quarto Piano, accettando quasi tutte le richieste dei Decreti di Carlsbad. Deciso ad ostruire la conciliazione, tuttavia, il SdP tenne delle manifestazioni che provocarono le azioni della polizia ad Ostrava il 7 settembre. I tedeschi dei Sudeti ruppero i negoziati il 13 settembre, e da lì partirono le violenze e le distruzioni. Quando le truppe cecoslovacche cercarono di ristabilire l'ordine, Henlein volò in Germania e il 15 settembre emise un proclama, che chiedeva l'annessione dei Sudeti da parte della Germania.
Nello stesso giorno Hitler incontrò Chamberlain e richiese l'annessione dei Sudeti al Terzo Reich, sotto minaccia di guerra. I cechi, come sosteneva Hitler, stavano deridendo i tedeschi dei Sudeti. Chamberlain riferì le richieste ai governi inglese e francese ed entrambi accettarono. Il governo cecoslovacco resistette, obiettando che la proposta di Hitler avrebbe rovinato l'economia della nazione ed avrebbe portato infine al controllo tedesco su tutta la Cecoslovacchia. Il Regno Unito e la Francia emisero un ultimatum ed il 21 settembre la Cecoslovacchia capitolò. Il giorno successivo, Hitler aggiunse tuttavia nuove richieste, insistendo sul fatto che fossero soddisfatte le richieste dei tedeschi in Polonia e Ungheria.
La capitolazione cecoslovacca precipitò lo scoppio dell'indignazione della nazione. Nelle manifestazioni, i cechi e gli slovacchi chiesero un forte governo militare per difendere l'integrità dello stato. Fu istituito un nuovo governo, del Generale Jan Syrový, e il 23 settembre fu emesso un decreto di mobilitazione generale. L'esercito cecoslovacco, moderno e con un sistema di fortificazioni al confine, simili alla Linea Maginot in fase di costruzione, si preparò a combattere. L'Unione Sovietica annunciò la volontà di giungere in aiuto della Cecoslovacchia, ma Beneš rifiutò di andare in guerra senza il medesimo impegno delle nazioni occidentali.
Il 28 settembre Chamberlain chiese a Mussolini di intervenire presso Hitler per convincerlo a partecipare ad una conferenza che avrebbe affrontato il problema. Si incontrarono il giorno successivo a Monaco di Baviera, con i capi di governo di Francia e Regno Unito; il governo cecoslovacco non fu né invitato né consultato. Il 29 settembre fu siglato l'accordo finale da Germania, Italia, Francia e Regno Unito. Il governo cecoslovacco capitolò il 30 settembre, e acconsentì ad adeguarsi all'accordo, che prevedeva che la Cecoslovacchia dovesse cedere il territorio dei Sudeti alla Germania. L'occupazione tedesca dei Sudeti si sarebbe conclusa il 10 ottobre; una commissione internazionale rappresentante la Germania, il Regno Unito, la Francia e l'Italia avrebbe supervisionato un plebiscito per stabilire i confini finali. Regno Unito e Francia promisero di creare una garanzia internazionale delle nuove frontiere contro aggressioni non provocate; Germania e Italia, invece, non si sarebbero unite a queste garanzie finché non fossero stati sistemati i problemi delle minoranze polacche e ungheresi. Il 5 ottobre Edvard Beneš si dimise da Presidente della Cecoslovacchia, rendendosi conto che la caduta della Cecoslovacchia era un fatto compiuto. A seguito dello scoppio della seconda guerra mondiale, egli formò il governo in esilio della Cecoslovacchia, con sede a Londra.
Poco dopo gli accordi di Monaco, 115 000 cechi e 30 000 tedeschi si rifugiarono nella parte restante della Cecoslovacchia. Secondo l'Istituto di Assistenza ai Rifugiati, il conteggio effettivo al 1º marzo 1939 era di quasi 150 000 persone.

## Il primo arbitrato di Vienna
All'inizio del novembre 1938, con il primo arbitrato di Vienna, che fu una conseguenza degli accordi di Monaco, la Cecoslovacchia, dopo che non riuscì a giungere ad un compromesso con Ungheria e Polonia, fu obbligata da Germania e Italia a cedere la Slovacchia meridionale (un terzo del territorio slovacco) all'Ungheria.
Di conseguenza Boemia e Moravia persero circa il 38% della loro area a favore della Germania, con circa 3,2 milioni di abitanti tedeschi e 750 000 cechi. L'Ungheria ricevette 11 882 km² della Slovacchia meridionale e della Rutenia meridionale; secondo un censimento del 1941, circa l'86,5% della popolazione di questi territori era ungherese.
La Polonia, poco dopo il primo arbitrato di Vienna, acquisì la città di Český Těšín con l'area circostante (circa 960 km², con 250 000 abitanti, principalmente polacchi) e due piccole aree di confine della Slovacchia del nord, più precisamente nelle regioni di Spiš e di Orava (226 km², 4 280 abitanti, solo per lo 0,3% polacchi).

## La Seconda Repubblica (ottobre 1938 - marzo 1939)

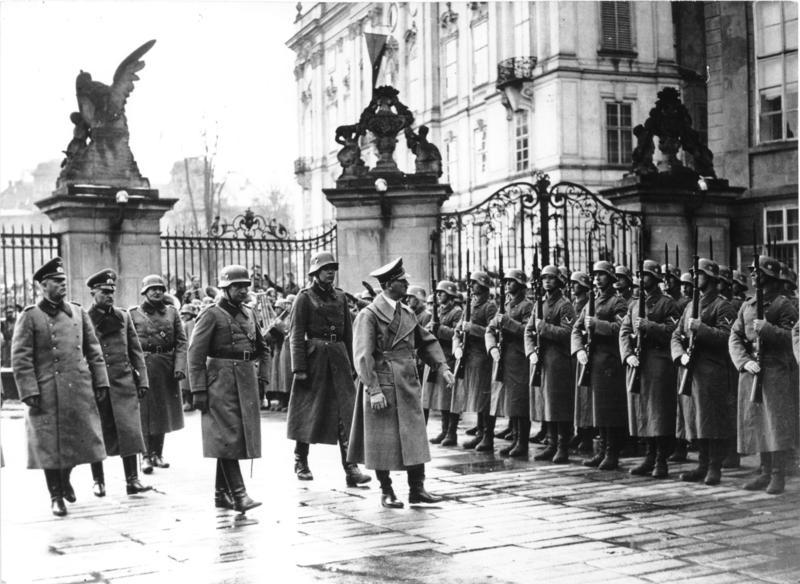
Adolf Hitler al castello di Praga

La repubblica cecoslovacca, fortemente indebolita, fu obbligata a garantire più concessioni ai non-cechi. Dopo gli accordi di Monaco, l'esercito cecoslovacco trasferì parte delle sue unità, in origine nelle terre ceche, verso la Slovacchia, per contrastare i tentativi ungheresi di modificare i confini slovacchi. Il governo cecoslovacco accettò gli accordi di Žilina, stipulando la formazione di un governo autonomo slovacco con tutti i partiti slovacchi, eccetto i social-democratici, il 6 ottobre 1938. Monsignor Jozef Tiso ne fu nominato capo. I soli ministri che rimasero furono quelli della Difesa Nazionale, degli Affari Esteri e delle Finanze. In modo del tutto simile, le due principali fazioni della Rutenia subcarpatica, i russofili e gli ucrainofili, acconsentirono all'istituzione di un governo autonomo, costituito l'8 ottobre 1938. Conscia del nazionalismo ucraino, la fazione filo-ucraina, guidata da Augustin Vološin, ottenne il controllo dei governi locali e la Rutenia subcarpatica cambiò nome in Ucraina carpatica.
Nel novembre 1938, Emil Hácha successe a Beneš e fu eletto Presidente della Seconda Repubblica, rinominata Ceco-Slovacchia e consistente di tre parti: Boemia e Moravia, Slovacchia e Ucraina carpatica. A causa della mancanza di frontiere naturali e avendo perso tutto il costoso sistema di fortificazioni di confine, il nuovo stato era militarmente indifendibile. Nel gennaio 1939 i negoziati tra Germania e Polonia giunsero a uno stallo. Hitler, che puntava alla guerra con la Polonia, necessitava di eliminare prima la Cecoslovacchia. Egli pianificò un'invasione tedesca di Boemia e Moravia per la mattina del 15 marzo; nel frattempo, negoziò con il Partito Popolare Slovacco e con l'Ungheria per preparare lo smembramento della repubblica, ancora prima dell'invasione. Il 13 marzo, invitò Jozef Tiso a Berlino, per offrirgli l'opportunità di proclamare lo stato slovacco, separandosi dalla Cecoslovacchia. Così facendo, la Germania sarebbe divenuta protettrice della Slovacchia e non avrebbe permesso agli ungheresi di pretendere altri territori slovacchi. Se gli slovacchi non avessero invece accettato la sua proposta, la Germania avrebbe occupato Boemia e Moravia, lasciando la Slovacchia alla mercé di ungheresi e polacchi. Tiso tornò pertanto a Bratislava, e il 14 marzo riunì la Dieta slovacca, che dichiarò unanimemente l'indipendenza slovacca. L'Ucraina carpatica dichiarò anch'essa l'indipendenza, ma le truppe ungheresi la occuparono il 15 marzo; il 23 marzo occuparono invece la Slovacchia orientale. Hitler convocò il presidente Hácha a Berlino e durante le prime ore del 15 marzo, lo informò sull'imminente invasione tedesca. 
Né la Francia né la Gran Bretagna decisero di intervenire di fronte alla minaccia di invasione della Cecoslovacchia da parte della Germania nazista, venendo così meno agli accordi di alleanza stipulati in precedenza. Anche questa volta soltanto l'Unione Sovietica si dichiarò pronta a prestare aiuto militare alla Cecoslovacchia. Tuttavia, minacciando un attacco della Luftwaffe su Praga, Hitler riuscì a persuadere il Presidente Hácha ad ordinare la capitolazione dell'esercito cecoslovacco. Hácha era debole di cuore, quindi quando ebbe la notizia da Hitler, svenne; quando rinvenne, firmò i termini di resa. La mattina del 15 marzo, le truppe tedesche entrarono in Boemia e Moravia, non incontrando resistenza. L'invasione ungherese dell'Ucraina carpatica incontrò qualche resistenza, ma l'esercito ungherese fu in grado di abbatterla velocemente. Il 16 marzo, Hitler si recò in Cecoslovacchia e dal castello di Praga proclamò Boemia e Moravia un protettorato tedesco (Protettorato di Boemia e Moravia).
Così, la Cecoslovacchia indipendente crollò alla vigilia dell'aggressione straniera anche per le tensioni interne. Di conseguenza, la Cecoslovacchia interbellica che era stata idealizzata dai suoi padri fondatori come unico baluardo della democrazia, circondata da regimi fascisti e autoritari, fu annientata. Fu anche condannata dai suoi detrattori come creazione artificiale degli intellettuali e impossibile da portare avanti. Queste idee avevano un fondo di verità: la Cecoslovacchia interbellica comprendeva terre e popoli che erano ben lontani dall'essere integrati in un moderno stato-nazione. Inoltre, la predominanza dei cechi, che avevano sofferto la discriminazione durante gli Asburgo, non fu in grado di relazionarsi con le richieste delle altre nazionalità, anche se è da riconoscere che alcune delle richieste delle minoranze servirono come mero pretesto per giustificare l'intervento della Germania nazista. Considerando però che la Cecoslovacchia fu in grado di mantenere un'economia fiorente con un PIL superiore negli anni 30 anche a quello italiano e un sistema politico democratico anche in tali circostanze, l'esperienza della nazione costituì uno dei traguardi raggiunti nel periodo tra le due guerre.

## Seconda guerra mondiale

### Divisione della Cecoslovacchia
Durante la seconda guerra mondiale, la Cecoslovacchia cessò di esistere e fu divisa nel Protettorato di Boemia e Moravia, appartenente al Terzo Reich, e alla neo-istituita Repubblica Slovacca, mentre alcune piccole parti andarono a Polonia e Ungheria.
L'economia tedesca, affaticata dalla forte militarizzazione, aveva urgentemente bisogno di valuta estera. Imponendo artificialmente un alto tasso di cambio tra la corona cecoslovacca e il Reichsmark, si favorì l'acquisto ai tedeschi, creando carenze nelle terre ceche.
La Cecoslovacchia era una grande nazione fabbricatrice di armi, carri armati e artiglieria, gran parte dei quali erano assemblati alla fabbrica Škoda; la nazione aveva inoltre un moderno esercito composto da 35 divisioni. Molte di queste fabbriche continuarono a produrre materiale ceco finché non furono convertite per i tedeschi. La Cecoslovacchia aveva anche altre grandi società manifatturiere; intere fabbriche chimiche e di acciaio e furono letteralmente smontate e riassemblate a Linz, in Austria: questa regione è infatti ancora oggi un settore fortemente industrializzato all'interno della nazione.

### Resistenza ceca
Edvard Beneš, leader del governo in esilio della Cecoslovacchia, insieme a František Moravec, capo dell'intelligence militare cecoslovacca, organizzarono e coordinarono una rete di resistenza. Hácha, il primo ministro Eliáš, e la resistenza ceca, riconobbero la leadership di Beneš. Durante gli anni di guerra, fu mantenuta la collaborazione attiva tra Londra e la nazione cecoslovacca. Il più importante evento della resistenza fu l'assassinio di Reinhard Heydrich (generale delle SS, vice di Heinrich Himmler e protettore di Boemia e Moravia) durante l'operazione Anthropoid. Infuriato, Adolf Hitler ordinò l'arresto e l'esecuzione di 10 000 cechi scelti a caso, ma, dopo alcune consultazioni, ridusse la sua vendetta. Più di 10 000 persone furono arrestate e circa 1 300 furono giustiziate. L'assassinio causò una delle repressioni più famose della guerra: i villaggi di Lidice e Ležáky furono completamente distrutti dai nazisti; tutti gli uomini dei villaggi sopra i sedici anni furono uccisi e il resto della popolazione fu inviata ai campi di concentramento nazisti, dove molte donne e quasi tutti i bambini furono uccisi.
La resistenza ceca comprendeva quattro gruppi principali:
- l'esercito coordinato da una grande quantità di gruppi spontanei che costituivano la Difesa della Nazione (Obrana národa, ON) con divisioni nel Regno Unito ed in Francia;
- i collaboratori di Beneš, guidati da Prokop Drtina, che crearono il Centro Politico (Politické ústředí, PÚ). Il PÚ fu quasi distrutto dagli arresti del novembre 1939, dopo i quali presero il controllo giovani politici;
- gli intellettuali social democratici e di sinistra, in associazione con gruppi come i sindacati e le istituzioni educative, che costituirono il Comitato per la Petizione "Noi Restiamo Fedeli" (Petiční výbor Věrni zůstaneme, PVVZ).
- il Partito Comunista di Cecoslovacchia (KSČ); esso era stato uno degli oltre venti partiti politici della Prima Repubblica Cecoslovacca democratica, ma non aveva mai ottenuto voti sufficienti per destabilizzare il governo democratico. Dopo gli accordi di Monaco, il partito fu dichiarato illegale e divenne un'organizzazione clandestina con sede a Mosca. Fino al 1943, tuttavia, la resistenza del KSČ fu debole; il patto Molotov-Ribbentrop, di non aggressione tra nazisti e sovietici, aveva lasciato il KSČ in secondo piano. Sempre fedele alla linea sovietica, il KSČ rimase però un fronte attivo contro i nazisti dopo l'attacco della Germania contro l'URSS nel giugno 1941.

Fatto largamente non riconosciuto al giorno d'oggi, è che migliaia di truppe ceche combatterono con gli inglesi durante la guerra in aree come il Nord Africa, o in squadriglie aeree della RAF parteciparono attivamente ai combattimenti; già dal 1940 nell'ambito della RAF vennero costituiti il 310 fighting squadron, il 311 bombing squadron, il 312 e 313 fighting squadron, autonomamente finanziati dal governo cecoslovacco in esilio, che parteciparono alla battaglia d'Inghilterra ed alle successive operazioni belliche. 
I gruppi democratici — ON, PÚ, e PVVZ — si unirono all'inizio del 1940 e costituirono il Comitato Centrale di Resistenza Interna (Ústřední výbor odboje domácího, ÚVOD); coinvolto principalmente nella formazione di un'intelligence, l'ÚVOD cooperò con un'organizzazione di intelligence sovietica a Praga. A seguito dell'invasione nazista dell'Unione Sovietica nel giugno 1941, i gruppi democratici tentarono di creare un fronte unito che includesse il KSČ. La nomina di Heydrich in autunno ostacolò gli sforzi; nella metà del 1942 i nazisti riuscirono a sterminare gli elementi con più esperienza delle forze di resistenza ceche.
Le forze ceche si riunirono nel 1942 e nel 1943; il Consiglio dei Tre (R3), in cui l'organizzazione segreta comunista era fortemente rappresentata, emerse come punto focale della resistenza. Il R3 si preparò ad assistere gli eserciti liberanti degli Stati Uniti e dell'Unione Sovietica. In cooperazione con le unità di partigiani dell'Armata Rossa, R3 sviluppò le attività di guerriglia.
L'attività di guerriglia si intensificò dopo la formazione di un governo provvisorio cecoslovacco a Košice il 4 aprile 1945; i "Comitati Nazionali" assunsero l'amministrazione delle città, quando i tedeschi furono espulsi. Più di 4 850 comitati si formarono tra il 1944 e la fine della guerra, sotto la supervisione dell'Armata Rossa. Il 5 maggio ebbe inizio una rivolta nazionale a Praga, ed il neonato Consiglio Nazionale Ceco (Česká národní rada) assunse quasi subito la leadership della rivolta. Furono erette più di 1 600 barricate in tutta la città, e circa 30 000 uomini e donne cechi combatterono per tre giorni contro le 37 000-40 000 truppe tedesche, spalleggiate dai carri armati e dall'artiglieria. L'8 maggio la Wehrmacht tedesca capitolò; le truppe sovietiche arrivarono il 9 maggio.

### Insurrezione nazionale slovacca
La rivolta nazionale slovacca del 1944 fu una battaglia armata tra la Wehrmacht tedesca e le truppe ribelli slovacche, al termine della seconda guerra mondiale (agosto-ottobre 1944). Si svolse principalmente a Banská Bystrica.
L'esercito slovacco ribelle, formato per combattere i nazisti, contava circa 18 000 soldati ad agosto, cifra che aumentò prima a 47 000, con la mobilitazione del 9 settembre 1944, e poi a 60 000, più 20 000 partigiani. Tuttavia, alla fine di agosto, le truppe tedesche furono in grado di disarmare l'Esercito Slovacco Orientale, che era il meglio equipaggiato, e pertanto riuscì a diminuire la forza dell'esercito slovacco. Molti membri di questa forza furono inviati a campi di concentramento nel Terzo Reich; altri scapparono e si unirono ai partigiani o tornarono a casa.
Gli slovacchi furono aiutati nella rivolta da soldati e partigiani dell'Unione Sovietica, della Francia, delle terre ceche e della Polonia. In totale, 32 nazioni furono coinvolte nell'insurrezione.

### Governo cecoslovacco in esilio
Edvard Beneš si era dimesso da presidente della Cecoslovacchia il 5 ottobre 1938, dopo il colpo di Stato nazista. A Londra, egli ad altri esiliati cecoslovacchi, organizzarono un governo in esilio, e negoziarono per ottenere il riconoscimento internazionale per il governo, e l'abrogazione degli accordi di Monaco e delle loro conseguenze. Dopo lo scoppio della seconda guerra mondiale, fu costituito in Francia un Comitato Nazionale, che sotto la presidenza di Beneš cercò il riconoscimento internazionale come governo in esilio della Cecoslovacchia. Questo tentativo condusse a qualche piccolo successo, come il trattato franco-cecoslovacco del 2 ottobre 1939, che permetteva la ricostituzione dell'esercito cecoslovacco in territorio francese, ma il riconoscimento non fu raggiunto. L'esercito cecoslovacco in Francia fu poi costituito il 24 gennaio 1940 e le unità della I Divisione Fanteria presero parte nelle ultime battute della campagna di Francia.
Beneš sperava per la restaurazione dello stato cecoslovacco nella sua forma precedente agli accordi di Monaco. Il governo in esilio, con Beneš come presidente della Repubblica, fu istituito nel giugno 1940 nel Regno Unito, ad Aston Abbotts, e il 18 luglio 1940 fu riconosciuto dal governo inglese. In seguito, l'URSS (nell'estate del 1941) e gli USA (nell'inverno) riconobbero il governo in esilio. Nel 1942 il ripudio da parte degli Alleati degli accordi di Monaco stabilì la continuità politica e legale della Prima Repubblica Cecoslovacca e il riconoscimento de iure della presidenza de facto di Beneš. Il successo dell'operazione Anthropoid, che causò il 27 maggio l'assassinio di alcuni dei principali uomini di Hitler, influenzò gli Alleati nel rifiuto degli accordi di Monaco.
Gli accordi di Monaco erano stati precipitati dalle attività sovversive dei tedeschi dei Sudeti. Durante gli ultimi anni di guerra, Beneš lavorò per la risoluzione dei problemi della minoranza tedesca e ricevette il consenso degli Alleati per una soluzione basata sul trasferimento, dopo la guerra, della popolazione tedesca dei Sudeti. La Prima Repubblica si era basata su una politica occidentale, in materia di affari esteri, e gli accordi di Monaco ne furono il risultato. Beneš cercò di rafforzare la sicurezza cecoslovacca contro una futura aggressione tedesca tramite alleanze con la Polonia e l'URSS; quest'ultima, tuttavia, non fu d'accordo ad un'intesa tripartita cecoslovacco-polacco-sovietica. Nel dicembre 1943 il governo di Beneš concluse un trattato solo con i sovietici.
L'interesse di Edvard Beneš nel mantenere relazioni amichevoli con gli USA fu motivato anche dal desiderio di non incoraggiare i sovietici ad un colpo di Stato comunista post-bellico in Cecoslovacchia. Beneš operò per portare i comunisti cecoslovacchi esiliati nel Regno Unito in cooperazione con il suo governo, offrendo ampie concessioni, tra cui la nazionalizzazione dell'industria pesante e la creazione di comitati popolari locali al termine del conflitto. Nel marzo 1945, egli assegnò posizioni chiave del governo a comunisti cecoslovacchi esiliati a Mosca.

## Fine della guerra

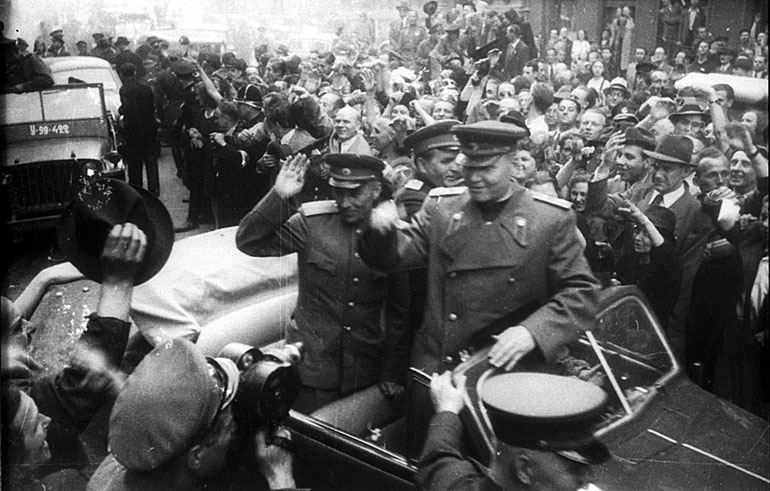
Gli abitanti di Praga salutano il Maresciallo dell'Unione Sovietica Ivan Konev.

L'8 maggio 1944 Beneš siglò un accordo con i leader sovietici affermando che il territorio cecoslovacco liberato dall'Armata Rossa sarebbe stato posto sotto controllo civile cecoslovacco.
Il 21 settembre, le truppe cecoslovacche costituite in Unione Sovietica liberarono il villaggio di Kalinov, liberarono il primo insediamento cecoslovacco presso il passo di Dukla, nella Slovacchia nord-orientale. La Cecoslovacchia fu liberata principalmente dalle truppe sovietiche (l'Armata Rossa), sostenute dalla resistenza ceca e slovacca, da est a ovest; solo la Boemia sud-occidentale fu liberata da altre forze alleate da ovest. Ad eccezione delle brutalità commesse dall'occupazione tedesca in Boemia e Moravia, la Cecoslovacchia soffrì relativamente poco per la guerra.
I sovietici stabilirono un governo provvisorio cecoslovacco nella città della Slovacchia orientale di Košice, il 4 aprile 1945. L'amministrazione delle città, quando i tedeschi furono espulsi, fu assunta dai Comitati Nazionali, supervisionati dai sovietici. Bratislava fu liberata dai sovietici il 4 aprile; Praga solo il 9 maggio, durante l'offensiva di Praga. Quando arrivarono i sovietici, Praga era già in uno stato generale di confusione, a causa della rivolta di Praga. Sia le truppe sovietiche che quelle alleate si ritirarono dalla Cecoslovacchia lo stesso anno.
Si stima che in Cecoslovacchia, durante la seconda guerra mondiale, morirono circa 400 000 persone. Circa 144 000 soldati sovietici morirono per la liberazione della nazione.

### Annessione dell'Ucraina carpatica (Rutenia subcarpatica) all'URSS
Nell'ottobre 1944 l'Ucraina carpatica fu conquistata dai sovietici. Fu inviata una delegazione cecoslovacca, capeggiata da František Nemec, per mobilitare la popolazione locale per formare un esercito cecoslovacco e per preparare elezioni in cooperazione con i comitati nazionali da poco istituiti. L'attaccamento alla Cecoslovacchia era però molto debole nell'Ucraina carpatica; la proclamazione di Edvard Beneš dell'aprile 1944 escludeva gli ex collaborazionisti ungheresi, tedeschi e i russofili ruteni seguaci di Andrej Brody e del Partito Fencik (che aveva collaborato con gli ungheresi) dalla partecipazione politica. Circa un terzo della popolazione fu quindi esclusa. Un altro terzo era composto da comunisti; rimaneva quindi un terzo della popolazione che era fedele alla repubblica cecoslovacca.
All'arrivo nell'Ucraina carpatica, la delegazione cecoslovacca pose i propri quartier generali a Chust, ed il 30 ottobre emise la proclamazione di mobilitazione. Le forze militari sovietiche impedirono la stampa e l'invio della proclamazione cecoslovacca e procedettero con l'organizzazione della popolazione locale; le proteste del governo di Beneš rimasero inascoltate. Le attività sovietiche portarono gran parte della popolazione locale a credere imminente l'annessione all'URSS. Alla delegazione cecoslovacca fu anche impedito di istituire relazioni cooperative con i comitati nazionali locali, promosso dai sovietici. Il 19 novembre i comunisti si riunirono a Mukačevo ed emisero una risoluzione che richiedeva la separazione dell'Ucraina carpatica dalla Cecoslovacchia e la sua incorporazione nella Repubblica Socialista Sovietica Ucraina. Il 26 novembre il Congresso dei Comitati Nazionali accettò unanimemente la risoluzione dei comunisti; il congresso elesse il Consiglio Nazionale ed inviò una delegazione a Mosca per discutere dell'unione. Fu chiesto alla delegazione cecoslovacca di lasciare l'Ucraina carpatica; seguirono poi i negoziati tra Cecoslovacchia e Mosca. I comunisti sia cechi che slovacchi incoraggiarono Beneš a cedere l'Ucraina carpatica; l'URSS acconsentì a ritardare l'annessione fino al periodo post-bellico, per evitare di compromettere la politica di Beneš, basata sulle frontiere precedenti agli Accordi di Monaco.
Il trattato che cedette l'Ucraina carpatica all'Unione Sovietica fu firmato nel giugno 1945. I cechi e gli slovacchi che vivevano nella regione e gli ucraini (ruteni) che vivevano in Cecoslovacchia poterono scegliere se acquisire la cittadinanza cecoslovacca o sovietica.

### Espulsione dei tedeschi dei Sudeti
Il governo di coalizione del Fronte Nazionale, costituito a Košice nell'aprile 1945, emise dei decreti che prevedevano l'espulsione di tutti i tedeschi dei Sudeti, con l'eccezione di coloro che avevano dimostrato lealtà alla repubblica. Le proprietà tedesche sarebbero state confiscate senza ricompensa. Non vennero perseguiti solo gli ufficiali del SdP, i nazisti dei Sudeti e i membri della Polizia di Sicurezza nazista, ma anche tedeschi innocenti, tra cui antifascisti, donne e bambini, che furono soggetti a brutalità e torture.
Nel maggio 1945, le truppe cecoslovacche presero possesso dei Sudeti. Fu istituita una commissione amministrativa cecoslovacca composta esclusivamente da cechi. I tedeschi dei Sudeti furono soggetti a misure restrittive e furono destinati a lavori obbligatori e, in alcune aree, ad indossare una N bianca (che stava per Němec, cioè "tedesco" in lingua ceca) sui vestiti. Il periodo dopo la guerra fu caratterizzato da atti individuali di crimini di guerra contro i tedeschi, come stupri e assassinii, oltre che espulsioni precipitose. Il 15 giugno, tuttavia, Beneš richiamò le autorità cecoslovacche all'ordine. Nel mese di luglio, i rappresentanti cecoslovacchi si appellarono alla conferenza di Potsdam (Stati Uniti, Regno Unito e Unione Sovietica) e presentarono i progetti per un "trasferimento umano e ordinato" della popolazione dei tedeschi dei Sudeti. In verità, il "trasferimento" causò una pulizia etnica di larga scala, e non fu condotto in condizioni umane e con ordine, ma con un picco di brutalità che portò a torture e genocidio di tedeschi.
La pulizia etnica di 14 milioni di tedeschi dell'Europa orientale fu organizzata dagli Alleati alla Conferenza di Potsdam e causò il genocidio di 2 milioni di civili tedeschi, in gran parte madri, bambini e anziani.
La pulizia etnica contro i tedeschi, senza riguardo alle loro responsabilità personali, iniziò nel maggio 1945. Al 31 dicembre 1946, 1,7 milioni di tedeschi erano stati deportati verso la zona americana e 750 000 verso la zona sovietica, e molti di essi furono torturati. Un numero sconosciuto fu giustiziato come nel massacro di Postelberg e nel massacro di Aussig e la marcia della morte di Brno; l'ex Commissario ONU per i diritti umani, Prof. Alfred de Zayas, stima che il numero dei civili tedeschi uccisi dai partigiani cechi e dall'Armata Rossa fu di 300 000. Molti di questi crimini non furono di "vendetta spontanea", ma furono azioni calcolate e pianificate dal governo di Edvard Beneš Circa 225 000 tedeschi rimasero in Cecoslovacchia, e 50 000 di essi emigrarono o furono espulsi dopo poco tempo.
Gli accordi di Potsdam riguardarono solo i tedeschi. Le decisioni riguardanti la minoranza ungherese spettarono al governo cecoslovacco; la sistemazione di circa 700 000 ungheresi fu esaminata a Košice e riaffermata dal Fronte Nazionale. Budapest, tuttavia, si oppose ad un trasferimento unilaterale. Nel febbraio 1946, il governo ungherese acconsentì al fatto che la Cecoslovacchia espatriasse tanti ungheresi quanti erano gli slovacchi in Ungheria che volevano tornare in patria. Di conseguenza, nel 1948, 89 660 persone si spostarono dalla Cecoslovacchia all'Ungheria, e 71 787 nella direzione opposta.
Il territorio ceduto alla Polonia nel 1938 e restituito alla Slovacchia dopo l'invasione nazista della Polonia, in accordo coi termini dell'accordo tedesco-slovacco del 21 novembre 1939, divenne parte dello stato cecoslovacco restaurato nel 1945. La minoranza polacca (100 000 persone) ottenne piene libertà civili; tuttavia, le organizzazioni della minoranza subirono restrizioni, e le loro proprietà furono confiscate.
Circa 80 000 ebrei cechi furono uccisi dai nazisti durante la seconda guerra mondiale, principalmente a Terezin. Nel 2006, la Repubblica Ceca istituì il Giorno della Memoria per l'Olocausto, durante il quale furono pubblicamente letti per quattro ore a Praga i nomi degli ebrei cechi vittime dello sterminio.